# Las Palomas, Soledad de Doblado
Las Palomas är en ort i Mexiko.   Den ligger i kommunen Soledad de Doblado och delstaten Veracruz, i den sydöstra delen av landet, 290 km öster om huvudstaden Mexico City. Las Palomas ligger 69 meter över havet och antalet invånare är 111.
Terrängen runt Las Palomas är platt, och sluttar österut. Runt Las Palomas är det ganska glesbefolkat, med 39 invånare per kvadratkilometer. Närmaste större samhälle är Soledad de Doblado, 10,8 km norr om Las Palomas. Omgivningarna runt Las Palomas är en mosaik av jordbruksmark och naturlig växtlighet.